# Nuclei Artificieri Antisabotaggio dell'Arma dei Carabinieri
I nuclei artificieri antisabotaggio dell'Arma dei Carabinieri sono composti da artificieri che assicurano il pronto intervento in emergenze in cui vi sono ordigni esplosivi improvvisati o in cui si è verificata un'esplosione. Si occupano della messa in sicurezza dell'area e del disinnesco della bomba.

## Formazione
Al termine di un'attenta selezione fisica e psicologica, i candidati che vogliono ottenere la qualificazione devono frequentare, per qualificarsi, i corsi per operatore EOD e operatore IEDD, tenuti presso il Centro d'Eccellenza C-IED della Scuola del genio dell'Esercito Italiano che provvede ad addestrare gli operatori dell'Esercito, dell'Aeronautica, della Marina e delle forze dell'ordine come Polizia di Stato e Carabinieri.
La pregressa denominazione li divideva in due livelli:  artificieri ordinari ed artificieri antisabotaggio.  Con il recepimento a livello intereuropeo delle normative standard operative EODP3 ed A-EODP3 l'attuale definizione tecnica è:
- Specialisti EOD I e II livello (Explosive Ordnance Disposal), che intervengono su tutto il materiale di origine militare "regolamentare", cioè gli ordigni in servizio presso le forze armate e nella NATO, relativamente al 1º livello EOD e successivamente il 2º livello EOD che abilita al riconoscimento e alle operazioni di bonifica di tutti gli ordigni esplosivi regolamentari, inclusi i residuati bellici. Nell'Arma dei Carabinieri vi è un solo sottufficiale, attualmente in servizio a Catanzaro, specializzato EOD 2 livello.
- Specialisti EOR (Explosive Ordnance Recon), che intervengono per attività di ricognizione e valutazione del rischio riguardo possibili ordigni esplosivi di provenienza militare e residuati bellici.
- Specialisti IEDD (Improvised Explosive Device Disposal), che intervengono su tutti gli ordigni che vengono definiti "improvvisati" cioè tutti gli ordigni esplosivi confezionati in ambito terroristico.
- Specialisti WMD (Weapons of Mass Distruction), che intervengono in caso di incidente provocato dall'utilizzo di armi di distruzione di massa.
- Specialisti C-IED (Counter Improvised Explosive Device), che hanno una specifica qualificazione nella lotta agli IED cioè agli ordigni terroristici improvvisati.
- Specialisti CBRNe (Chemical Biological Radiological Nuclear explosive), che intervengono per fronteggiare l'incidente NBC e la minaccia della cosiddetta "bomba sporca" in collaborazione con i nuclei NBC dei vigili del fuoco
- Specialisti istruttori difesa CBRN (Chemical Biological Radiological Nuclear), che si occupano dell'addestramento/certificazione del personale operativo impiegabile nel caso di incidente/evento con materiali CBRN.
- Specialisti istruttori C-IED (C-IED Instructor), che si occupano dell'addestramento/certificazione del personale operativo impiegabile in tutte le attività C-IED e CBRNe.

Gli artificieri vengono selezionati in maniera molto accurata già in fase iniziale, su base strettamente volontaria, e sono quindi sottoposti a visite attitudinali psicofisiche e psicologiche.
Al termine degli accertamenti medici sostenuti vengono trasferiti presso scuole di formazione militare ove vengono selezionati sino ad ottenere l'abilitazione di operatore EOD 1º livello o, in caso di corso propedeutico, di operatore IEDD. L'unico militare dell'arma dei Carabinieri (e delle Forze di Polizia) abilitato anche quale operatore EOD 2º livello, che ha conseguito tutte e tre le qualifiche (EOD 1-EOD 2- IEDD) è un Maresciallo in servizio presso il Nucleo Artificieri di Catanzaro, il quale è l'unico abilitato ad operare su ogni tipo di ordigno esplosivo regolamentare ed artigianale.

## Struttura
I nuclei artificieri antisabotaggio sono alle dirette dipendenze dei Reparti Operativi dei Comandi Provinciali di appartenenza.

## Compiti ed impiego
I nuclei sono impiegati:
- in operazioni di polizia giudiziaria, per:
  - localizzare e disinnescare ordigni esplosivi improvvisati (IED);
  - acquisire fonti di prova a seguito di esplosioni di ordigni rudimentali;
- in missioni militari ed operazioni di pace all'estero:
  - supporto ai contingenti NATO/ONU in cui sono impiegati militari dell'Arma dei Carabinieri per localizzare e disinnescare ordigni esplosivi improvvisati (IED).